# Lobomycose
 (mai 2025).
La mise en forme du texte ne suit pas les recommandations de Wikipédia : il faut le « wikifier ».
Les points d'amélioration suivants sont les cas les plus fréquents. Le détail des points à revoir est peut-être précisé sur la page de discussion.
- Les titres sont pré-formatés par le logiciel. Ils ne sont ni en capitales, ni en gras.
- Le texte ne doit pas être écrit en capitales (les noms de famille non plus), ni en gras, ni en italique, ni en « petit »…
- Le gras n'est utilisé que pour surligner le titre de l'article dans l'introduction, une seule fois.
- L'italique est rarement utilisé : mots en langue étrangère, titres d'œuvres, noms de bateaux, etc.
- Les citations ne sont pas en italique mais en corps de texte normal. Elles sont entourées par des guillemets français : « et ».
- Les listes à puces sont à éviter, des paragraphes rédigés étant largement préférés. Les tableaux sont à réserver à la présentation de données structurées (résultats, etc.).
- Les appels de note de bas de page (petits chiffres en exposant, introduits par l'outil «  Source ») sont à placer entre la fin de phrase et le point final[comme ça].
- Les liens internes (vers d'autres articles de Wikipédia) sont à choisir avec parcimonie. Créez des liens vers des articles approfondissant le sujet. Les termes génériques sans rapport avec le sujet sont à éviter, ainsi que les répétitions de liens vers un même terme.
- Les liens externes sont à placer uniquement dans une section « Liens externes », à la fin de l'article. Ces liens sont à choisir avec parcimonie suivant les règles définies. Si un lien sert de source à l'article, son insertion dans le texte est à faire par les notes de bas de page.
- La présentation des références doit suivre les conventions bibliographiques. Il est recommandé d'utiliser les modèles {{Ouvrage}}, {{Chapitre}}, {{Article}}, {{Lien web}} et/ou {{Bibliographie}}. Le mode d'édition visuel peut mettre en forme automatiquement les références.
- Insérer une infobox (cadre d'informations à droite) n'est pas obligatoire pour parachever la mise en page.

Pour une aide détaillée, merci de consulter Aide:Wikification.
Si vous pensez que ces points ont été résolus, vous pouvez retirer ce bandeau et améliorer la mise en forme d'un autre article.
 Mise en garde médicale
La lobomycose, lacaziose ou maladie de Jorge Lobo est une maladie humaine cutanée causée par une infection fungique due à Lacazia loboi . Elle survient généralement dans les régions à climat tropical ou subtropical,spécialement en Amazonie.

## Signes et symptômes
La lobomycose se caractérise par des lésions cutanées chroniques à évolution lente, polymorphes, constituées de macules, papules, plaques, nodules ou verrues  hyperpigmentées ou de couleur violet-noir, le plus souvent localisées sur les faces dorsales des membres, l'oreille externe, le visage, le cou et la poitrine. L'ulcération peut survenir, et, les ganglions lymphatiques peuvent êtré affectés.Les patients peuvent ressentir des douleurs ou des démangeaisons dans les zones affectées et, dans certains cas, une perte de sensibilité peut se développer dans la zone. Des complications peuvent survenir, telles que des infections secondaires, des difficultés au mouvement et, dans de rares cas, la formation de cancers de la peau

## Épidémiologie
Presque tous les cas se sont produits en Amérique du Sud, principalement dans les pays : Brésil, Colombie, Suriname, Guyane française, Costa Rica, Venezuela et Panama. Des cas non autochtones de la maladie ont été décrits dans d’autres pays, comme les États-Unis, le Canada, le Mexique, l’Espagne, la France, le Costa Rica et l’Afrique du Sud.
Au Brésil, cette maladie est plus fréquente dans les populations indigènes, comme les Caiabi.

## Traitement
La lobomycose reste une maladie peu étudiée ; par conséquent, aucune étude clinique  n'a été réalisée, et une grande partie du traitement est basée sur des rapports de cas.
L'ablation chirurgicale des lésions est l'option de traitement la plus  commune, c'est important la remotion totale des lésions en ràison des recurrence . D'autrefois, Il'utilisation de médicaments antifongiques sont des óptions, cependant  une efficacité mineure, récemment, l'itraconazole, associé à la chirurgie et aux médicaments utilisés dans la polychimiothérapie anti-lèpre, s'est révélé prometteur pour le traitement de la maladie.

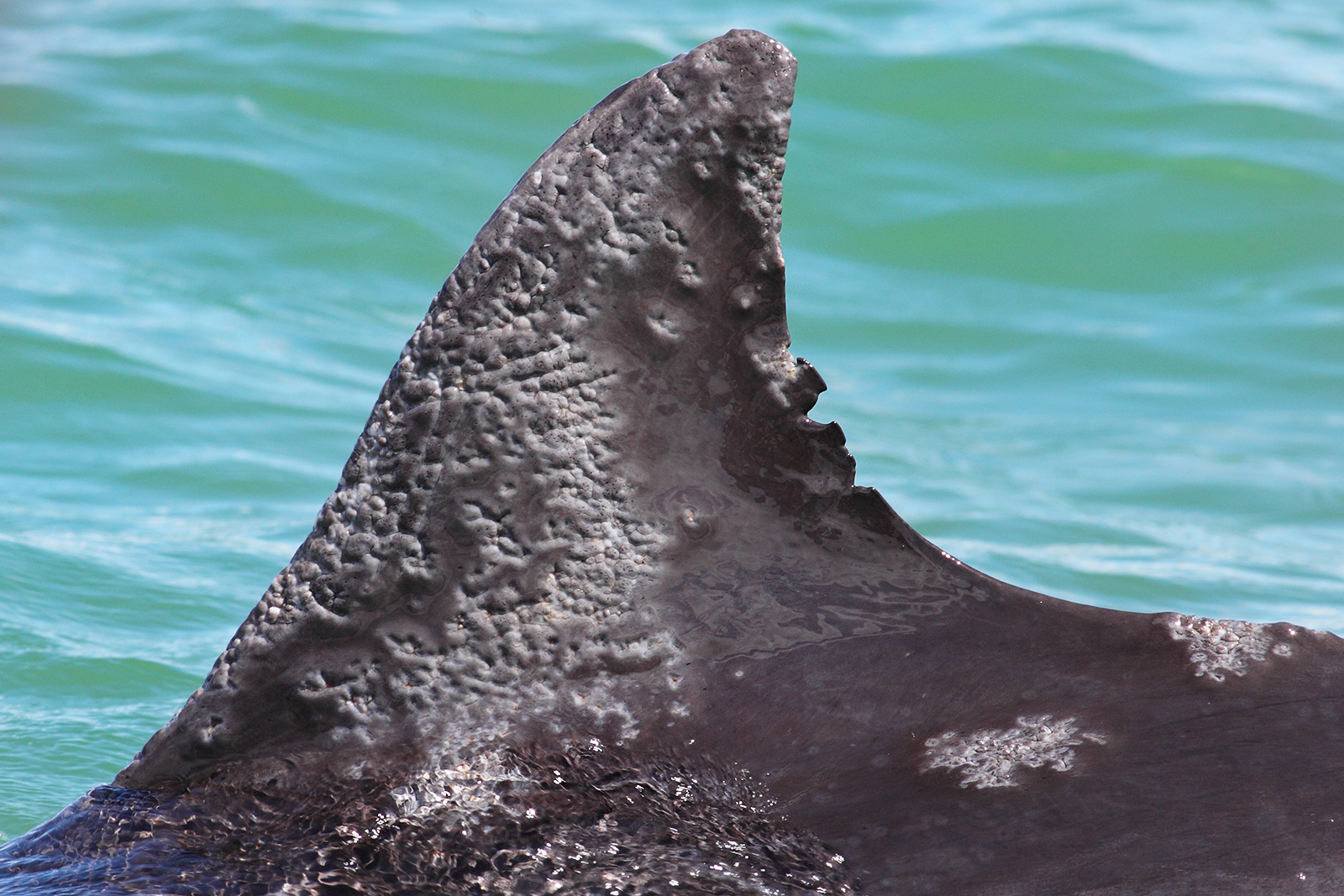
Lobomycose affectant la nageoire dorsale d'un dauphin sauvage.

Les dauphins peuvent être touchés par la lobomycose, en particulier au niveau de la nageoire dorsale et de la tête. En janvier 2006, de nombreux cas ont été signalés dans la lagune de l'Indian River, sur la côte atlantique de la Floride.

## Histoire
La première description a été faite en 1931 par le docteur Jorge Lobo, après avoir traité un patient de la ville de Recife, au Brésil, de la région amazonienne, qui présentait différentes lésions cutanées nodulaires. D’autres cas ont été diagnostiqués par la suite, tous dans des pays d’Amérique du Sud ou d’Amérique centrale.